# Lassad Nouioui
Lassad Hassen Nouioui (Marseille, 8 de Março de 1986) é um futebolista francês. Ele possui cidadania Tunisina. Atualmente joga pelo Futebol Clube de Arouca da Primeira Liga Portuguesa.

## Seleção
Sua estreia foi no dia 28 de Março de 2009 contra a Seleção Queniana em partida válida pelas Eliminatórias da Africanas da Copa do Mundo de 2010.
Em 6 de Junho de 2009, ele participou de 15 minutos no jogo contra Moçambique.